# Shide

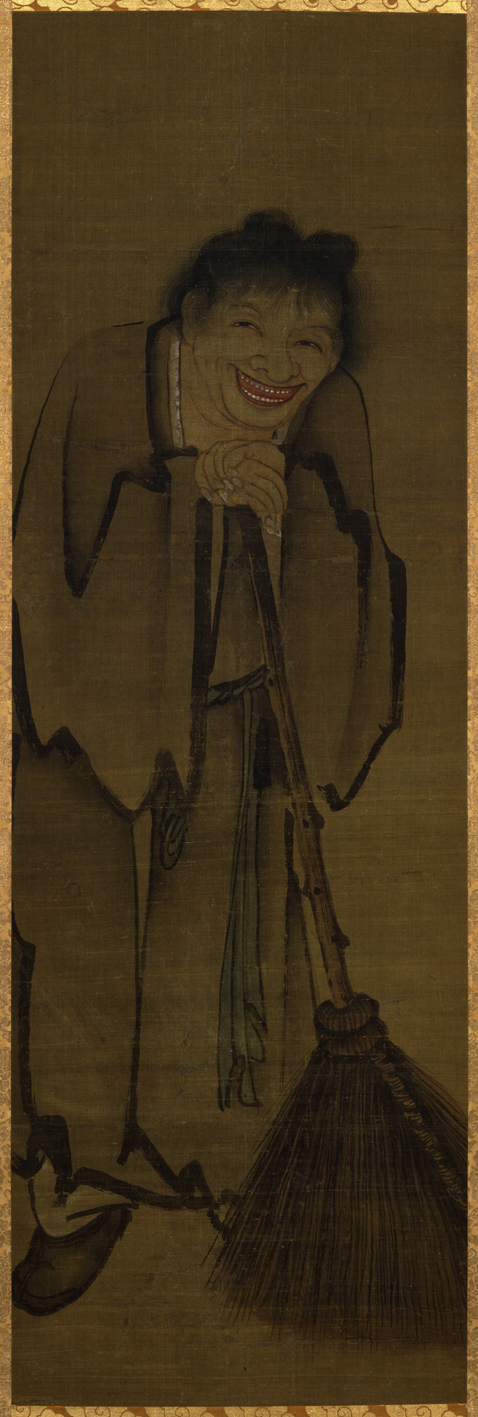
Shide, 13e-eeuwse afbeelding door Yan Hui

Shide (Chinees: 拾得; pinyin: Shídé; "vondeling") was een 9e-eeuwse Chinese boeddhistische monnik en dichter. Hij woonde in de Guoqing-tempel op de Tiantai-berg aan de kust van de Oost-Chinese Zee. Ruwweg was hij een tijdgenoot van Hanshan en Fenggan, maar de jongste van de drie. Shide werkte het grootste deel van zijn leven in de keuken van de Guoqing-tempel.    
Een apocrief verhaal vertelt hoe Shide aan zijn naam kwam. Eens was Fenggan op weg tussen de tempel en het dorp toen hij gehuil hoorde. Hij vond een 10-jarige jongen, die door zijn ouders was verlaten. Hij nam hem mee en de jongen werd verder opgevoed in de tempel. 

## Poëzie
Van zijn gedichten zouden 49 nog bestaan. Zijn gedichten zijn kort, zelden hebben ze meer dan 10 regels. Ze hebben onderwerpen uit het Boeddhisme en herinneren aan de gedichten van Hanshan.
- Bibliotheek van het Japanse parlement: 00530263
- Nationale Bibliotheek van Tsjechië: jo2013776977
- Virtual International Authority File: 305217727